# Leppäkorpi (Vantaa)
Pour les articles homonymes, voir Leppäkorpi.
Leppäkorpi (en suédois : Alkärr), est un quartier du district de Korso à Vantaa en Finlande,.

## Présentation
Leppäkorpi est un quartier du nord-est de Vantaa dans la zone de service de Korso–Koivukylä.
Leppäkorpi est bordé la ligne ferroviaire principale à l'ouest et derrière elle Vallinoja.
Leppäkorpi borde Metsola au sud, Jokivarsi à l'est et Kerava au nord.
La rue Leppäkorventie traverse le quartier d'ouest en Est, se terminant à Lahdentie,.
Le quartier est une zone construit surtout de maisons individuelles; la population est concentrée dans la partie ouest.
La construction a commencé dans les années 1950 et s'est calmée par la suite, jusqu'à ce qu'à partir des années 1980, davantage de maisons soient bâties dans la zone en raison, entre autres, de la division des parcelles.
Dans la partie nord-est de Leppäkorvi se trouve la zone marécageuse de Leppäkorpi, qui a donné son nom au quartier, et dans la partie sud-est se trouve le paisible Metsolansuo, qui est entouré d'un sentier de randonnée.
Il existe plusieurs parcs dans la zone résidentielle, tels que Kontiopuisto, Ilvespuisto, Ahmapuisto et Lumikkopuisto.
Au coin de Vallinojantie et Leppäkorventie se trouve la piscine extérieure de Leppäkorpi, construite dans une ancienne sablière.
C'est un lieu de baignade populaire, avec un kiosque qui abrite actuellement un restaurant.